# Хьёпсвик
Хьёпсвик (норв. Kjøpsvik) — административный центр коммуны Тюсфьорд, Норвегия. Население деревни составляет 911 жителей.
На окраине Хьёпсвика у подножья горы Штетинд находится карстовая пещерная система Сторштайнхола (Storsteinhola cave) . В системе находятся тысячи карстовых пещер, образовавшихся в результате растворения водой подстилающих пород. В ответвлении от Сторштайнхола пещере Арне Квамгротта (Arne Qvamgrotta cave) сохранилось нетронутым отложение с сохранившимися костями возрастом более 75 000 лет.